# Movimento Propaganda Sem Bebida
O Movimento Propaganda Sem Bebida foi um movimento brasileiro liderado pela Uniad (Unidade de Pesquisa em Álcool e Drogas, da Universidade Federal de São Paulo – EPM/Unifesp) e pelo Cremesp (Conselho Regional de Medicina do Estado de São Paulo), cuja meta era atingir um milhão de assinaturas para solicitar a aprovação de lei que limite a propaganda de bebidas alcoólicas. De acordo com o médico psiquiatra Ronaldo Laranjeira, coordenador da Uniad, "a veiculação indiscriminada de propaganda de bebida alcoólica incentiva o consumo por parte dos adolescentes e dos jovens" e, de acordo com dados oficiais, 70% das mortes violentas ocorridas no Brasil estão ligadas diretamente com o uso de bebida alcoólica.

## Histórico
O movimento foi lançado no ano de 2003 e assinado por mais de 350 entidades, tendo priorizado a aprovação, pelo Senado Federal, do Projeto de Lei (PLC) número 35, de 2000, que dentre outros pontos amplia o conceito de bebida alcoólica para efeito de propaganda nos meios de comunicação. Em 2008, representantes do movimento entregaram ao então presidente da Câmara, Arlindo Chinaglia, um abaixo-assinado com mais de 600 mil adesões pedindo a aprovação do Projeto de Lei 2733/08, que busca reduzir de 13 graus para 0,5 grau na escala Gay-Lussac o teor alcoólico para que uma bebida seja considerada alcoólica para efeitos legais.
| “ | É lamentável que o governo tenha deixado de lado pontos cruciais, como a restrição da propaganda na televisão e a equiparação da cerveja às outras bebidas alcoólicas. Esperávamos coerência com a proposta elaborada por um grupo interministerial em 2004, que chegou a ser encaminhada ao então ministro Humberto Costa, de que a publicidade de todo tipo de bebida só pudesse ser veiculada após as 23 horas. Parece que outros interesses falaram mais alto. Por isso, vamos intensificar a nossa campanha "Propaganda Sem Bebida". | ” |

## Críticas
O Sindicato Nacional da Indústria da Cerveja alega que o movimento critica o álcool, mas só propôs restrições às cervejas.